# Cloey Uddenberg
Cloey Uruptberg (sinh năm 2002) là một nữ cầu thủ và nữ diễn viên bóng đá người Saint Kitts và Nevis gốc Canada , ở vị trí tiền vệ cho đội tuyển quốc gia Saint Kitts và Nevis.

## Sự nghiệp câu lạc bộ
Uruptberg đã chơi cho League1 Ontario bên Aurora FC vào năm 2018.

## Sự nghiệp quốc tế
Uruptberg đại diện cho Saint Kitts và Nevis tại vòng loại Giải vô địch U-20 nữ CONCACAF 2018. Ở cấp độ cao, cô đã chơi vòng loại Giải vô địch nữ CONCACAF 2018.

### Bàn thắng quốc tế
Tỉ số và kết quả liệt kê bàn thắng của Saint Kitts và Nevis trước
| Số | Ngày                | Địa điểm                                           | Đối thủ                                  | Ghi bàn | Kết quả  | Cuộc thi                                |
| -- | ------------------- | -------------------------------------------------- | ---------------------------------------- | ------- | -------- | --------------------------------------- |
| 1  | 23 tháng 5 năm 2018 | Sân vận động Ato Boldon, Couva, Trinidad và Tobago | liên_kết=\|viền Grenada                  | 1 ăn0   | 10 trận0 | Vòng loại Giải vô địch nữ CONCACAF 2018 |
| 2  | 23 tháng 5 năm 2018 | Sân vận động Ato Boldon, Couva, Trinidad và Tobago | liên_kết=\|viền Grenada                  | 3 ăn0   | 10 trận0 | Vòng loại Giải vô địch nữ CONCACAF 2018 |
| 3  | 23 tháng 5 năm 2018 | Sân vận động Ato Boldon, Couva, Trinidad và Tobago | liên_kết=\|viền Grenada                  | 6 12    | 10 trận0 | Vòng loại Giải vô địch nữ CONCACAF 2018 |
| 4  | 27 tháng 5 năm 2018 | Sân vận động Ato Boldon, Couva, Trinidad và Tobago | liên_kết=\|viền Quần đảo Virgin thuộc Mỹ | 7 số 0  | 7 Cung0  | Vòng loại Giải vô địch nữ CONCACAF 2018 |

## Cuộc sống cá nhân
Ông bà nội của Uruptberg đến từ Saint Kitts và Nevis.